# Francis Verdoodt
Francis Verdoodt (Mechelen, 31 december 1941 – Bonheiden, 23 december 2018) was een Vlaams dichter en voordrachtskunstenaar. Hij stond vooral bekend als verteller.
In de jaren zeventig en tachtig presenteerde hij bij de toenmalige BRT jeugdprogramma's zoals Prikballon (1986), Het Sprookjestheater (1979) en De Kasteelgeesten (1981). Ook was hij de vertelstem voor de educatieve uitzendingen van Schooltelevisie.

## Biografie
Verdoodt begon als onderwijzer en regent aan het Lemmensinstituut in 1963 en werd in 1988 doctor ludorum causa. Hij was jarenlang docent aan het Koninklijk Conservatorium in Gent en Antwerpen, maar stopte hier in 1991 mee. Ook was hij leraar in het pedagogisch hoger onderwijs te Mechelen tot 1992. In 1992 werd hij leraar voordrachtkunst en welsprekendheid aan het Stedelijk Conservatorium in Mechelen.
Naast zijn werk voor theater en televisie bracht hij enkele cd's uit waarop hij gedichten voordraagt of verhalen vertelt. Ook was hij geregeld actief als juryvoorzitter tijdens poëziewedstrijden.
Tot zijn dood woonde hij in Bonheiden. Hij werd in juni 2013 unaniem verkozen tot ereburger van Bonheiden, de tweede ooit nog maar in de gemeente. Hij overleed in woonzorgcentrum Den Olm in Bonheiden na een langdurige ziekte.